# 拉艾 (孚日省)
拉艾（法語：La Haye，法語發音：[la ɛ] ⓘ）是法国大东部大区孚日省的一个市镇，位于该省南部偏西，属于埃皮纳勒区和埃皮纳勒城市圈公共社区。

## 地理
拉艾（48°3'52"N, 6°13'26"E）面积7.34 平方千米，位于法国大東部大區孚日省，该省份为法国东北部内陆省份，北起默兹省和默尔特-摩泽尔省，西接上马恩省，南至上索恩省和贝尔福地区省，东临上莱茵省和下莱茵省。
与拉艾接壤的市镇（或旧市镇、城区）包括：沙穆瓦洛格约、维奥梅尼勒、格朗吕德班、格吕埃莱叙朗斯、埃讷泽勒、拉沃日莱班。

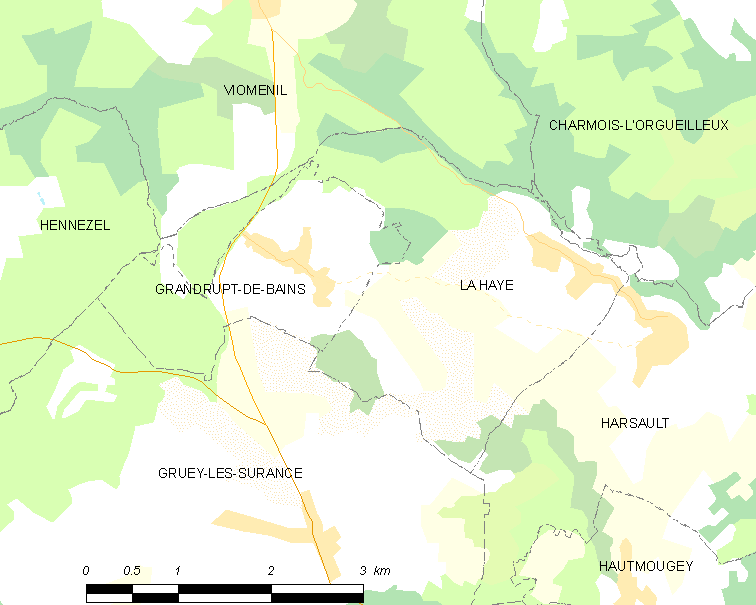
的OSM定位图

拉艾的时区为UTC+01:00、UTC+02:00（夏令时）。

## 行政
拉艾的邮政编码为88240，INSEE市镇编码为88236。

## 政治
拉艾所属的省级选区为勒瓦勒达若勒县。

## 人口

1962-2008年间人口变化图示

拉艾于2022年1月1日时的人口数量为134人。